# Discospermum
Discospermum es un género con 17 especies de plantas con flores perteneciente a la familia Rubiaceae.

## Especies seleccionadas
- Discospermum abnorme
- Discospermum apiocarpum
- Discospermum beccarianum
- Discospermum biloculare
- Discospermum confusum
- Discospermum dalzellii